# (26937) Makimiyamoto
(26937) Makimiyamoto est un astéroïde de la ceinture principale.

## Description
(26937) Makimiyamoto est un astéroïde de la ceinture principale. Il fut découvert le 31 mars 1997 à Kuma Kogen par Akimasa Nakamura. Il présente une orbite caractérisée par un demi-grand axe de 2,34 UA, une excentricité de 0,12 et une inclinaison de 3,5° par rapport à l'écliptique.

## Compléments